# وسام فريدريش

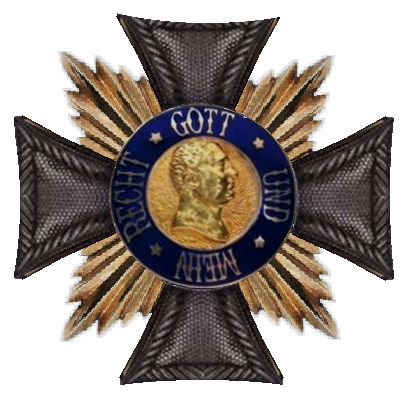

وسام فريدريش ( (بالألمانية: Friedrichs-Orden)‏ أو Friedrichsorden ) وسام الدولة لمملكة فورتمبيرغ الألمانية. تم تأسيسه في 1 يناير 1830 من قبل ملك فورتمبيرغ الثاني، فيلهلم الأول إحياء لذكرى والده الملك فريدريش الأول.  في عام 1918، كانت نهاية الملكية تعني إلغاء الوسام.

## الفئات
تم إنشاء النظام بفئة واحدة، ومنح النبلاء. في 3 يناير 1856، تم إنشاء الأمر مع أربع فئات تم إنشاؤها وفي 29 سبتمبر 1870 تم إضافة فئة الفارس الأول. 
كافئات:
الصليب الكبير مع التاج
الصليب الكبير
قائد الدرجة الأولى
قائد الدرجة الثانية
فارس الدرجة الأولى
فارس الدرجة الثانية
كان الشريط أزرق سماوي.